# Wijnrode kleefparasol
De wijnrode kleefparasol (Limacella vinosorubescens) is een schimmel behorend tot de familie Amanitaceae.

## Kenmerken

### Uiterlijke kenmerken
Hoed
De hoed heeft een diameter van 4 tot 7,5 cm. De vorm is eerst convex, later vlak en bij oudere exemplaren golvend. Het oppervlak is blinkend en slijmerig bij vochtige omstandigheden en bij droge omstandigheden vaak wat vervilt. De kleur is paars wijnrood tot oranjeroze rood.
Steel
De steel heeft een lengte van 4 tot 6 cm en een dikte van 0,8 tot 1,5 cm. De vorm is cilindrisch, gewoonlijk wat gebogen, basis soms wat clavaat en wollig als zijn jong is. Bij de top is de steel wat breder. De steel is bij jonge vruchtlichamen vol en bij oudere vruchtlichmen hol. Onder de ringzone met fijne roze vezels. De steel lichtvleesroze tot wijnrood wanneer deze wordt doorgesneden.
Lamellen
De lamellen zijn crème, roze en met roest bevlekt zodra ze rijp zijn. 
Geur en smaak
Hij ruikt meelachtig en deze geur is soms afwezig. De smaak is mild, melig.
Sporen
De sporen zijn inamyloïde, glad tot zeer fijn geornamenteerd. De sporen zijn 3,5-5 × 3-5 µm, bolvormig tot subbolvormig.

## Verspreiding
De wijnrode kleefparasol komt alleen voor in Europa (Zwitserland, Oostenrijk, Frankrijk, Denemarken, Zweden, Spanje, Noorwegen, Liechtenstein, België, Duitsland en Italië) . In Nederland komt hij zeer zeldzaam voor.

## Verwisseling
Limacella glioderma ziet er identiek uit en ruikt eveneens naar meel, maar heeft een voskleurige tot oranjebruine hoed, geen roze lamelranden, wit vlees en een sporenmaat van 4 – 5 ųm.
Cystoderma haematites heeft ook een wijronde kleur, maar sphaerocysten op de hoed, welke via een microscoop zijn waar te nemen.

## Naam
De soortaanduiding komt van vinosus wat "wijnkleurig" en rubescens wat "roodwordend" betekent.